# Karl Friedrich Wenzel
Karl Friedrich Wenzel, född 1740 i Dresden, död 1793 i Freiberg, Sachsen, var en tysk kemist och metallurg.
Wenzel sattes av fadern i bokbindarlära, varifrån han rymde till Amsterdam, där han studerade kemi och kirurgi. Han gjorde som skeppsläkare en resa till Grönland och tjänade flera år i holländska marinen. År 1766 återkom han till Sachsen samt studerade kemi och metallurgi i Leipzig. Han utnämndes 1780 till kemist vid porslinsfabriken i Meissen och blev senare direktör för Freibergs bergverk.
Wenzel är i kemins historia känd för sina undersökningar över syrors och basers neutralisering. Han uppdagade därvid den viktiga lagen, att de relativa mängder av olika baser, som neutraliserar en och samma kvantitet av en syra, är desamma för alla syror. Hans försök finns i hans arbete Vorlesungen über die chemische Verwandtschaft (1777), vars värde inte uppskattades av samtiden, trots att hans analyser var synnerligen noggranna. Man förlitade sig istället på Torbern Bergmans och Richard Kirwans undersökningar trots att dessa i själva verket var mindre riktiga än Wenzels.
Wenzel var en av alkemins sista försvarare. En av honom författad och av vetenskapsakademien i Köpenhamn prisbelönt avhandling om metallers sönderdelning i sina beståndsdelar genom oxiderande glödgning utkom 1781.